# ジャニュアリー・ジョーンズ
ジャニュアリー・クリステン・ジョーンズ（January Kristen Jones, 1978年1月5日 - ）は、アメリカ合衆国の女優。テレビドラマ『マッドメン』のベティ・ドレイパー役で知られる。

## 経歴
サウスダコタ州スーフォールズ出身。名前はジャクリーン・スーザンの小説『いくたびか美しく燃え』の主人公ジャニュアリーに因む。地元のルーズヴェルト高等学校を卒業している。サメを守る環境保護団体に参加した経験を持つ。
『N.Y.式ハッピー・セラピー』（2003年）、『ラブ・アクチュアリー』（2003年）、『ダンシング・ハバナ』（2004年）、『メルキアデス・エストラーダの3度の埋葬』（2005年）などの映画で脇役を務めた。また「アメリカン・パイ」シリーズの第3作目にあたる『アメリカン・パイ3:ウェディング大作戦』（2003年）で演じたケイデンス役で注目を集めた。さらに2007年放送開始のテレビドラマ『マッドメン』でニューヨーク郊外に住む若い主婦ベティ・ドレイパー役を演じ、一躍脚光を浴びた。この役により、2009年にゴールデン・グローブ賞ドラマ部門女優賞にノミネートされている。2008年、『ロー&オーダー』にゲスト出演し、翌2009年にイギリスの映画『パイレーツ・ロック』に出演した。
ジョーンズは2011年に男性誌『マクシム』が行ったアンケート「最もホットな女性100人」において12位になっている。また2009年5月にはイギリスの雑誌『The Hot Issue』の表紙を飾った。
1998年から2001年まで俳優アシュトン・カッチャーと、2003年から2006年まで歌手のジョシュ・グローバンとそれぞれ交際していた。
2011年に生まれた息子ザンダーがいるが、父親の素姓に関しては一切公表していない。

## フィルモグラフィー

### 映画
| 年   | 邦題/原題                                                                     | 役名                 | 備考 |
| ---- | ----------------------------------------------------------------------------- | -------------------- | ---- |
| 1999 | イッツ・ザ・レイジ All the Rage                                               | ジャニス・テイラー   |      |
| 2001 | グラスハウス The Glass House                                                  | 少女                 |      |
| 2001 | バンディッツ Bandits                                                          | クレア               |      |
| 2002 | タブー Taboo                                                                  | エリザベス           |      |
| 2002 | フル・フロンタル Full Frontal                                                 | トレイシー           |      |
| 2003 | N.Y.式ハッピー・セラピー Anger Management                                     | ジーナ               |      |
| 2003 | アメリカン・パイ3:ウェディング大作戦 American Wedding                         | フラハティ           |      |
| 2003 | ラブ・アクチュアリー Love Actually                                            | ジェニー             |      |
| 2004 | ダンシング・ハバナ Dirty Dancing: Havana Nights                               | イヴ                 |      |
| 2005 | メルキアデス・エストラーダの3度の埋葬 The Three Burials of Melquiades Estrada | ロー・アン・ノートン |      |
| 2006 | マシュー・マコノヒー マーシャルの奇跡 We Are Marshall                         | キャロル・ドーソン   |      |
| 2009 | パイレーツ・ロック The Boat That Rocked                                       | エレノア             |      |
| 2011 | アンノウン Unknown                                                            | エリザベス・ハリス   |      |
| 2011 | X-MEN:ファースト・ジェネレーション X-Men: First Class                         | エマ・フロスト       |      |
| 2011 | ハングリー・ラビット Seeking Justice                                          | ローラ・ゲラード     |      |
| 2013 | スウィート・エンジェル Sweetwater                                             | サラ・ラミレス       |      |
| 2014 | ドローン・オブ・ウォー Good Kill                                              | モリー・イーガン     |      |
| 2023 | 神は銃弾 God Is a Bullet                                                      | モーリーン・ベーコン |      |

### テレビ
| 年          | 邦題/原題                       | 役名               | 備考                        |
| ----------- | ------------------------------- | ------------------ | --------------------------- |
| 1999        | ゲット・リアル Get Real         | ジェーン・コーヘン | 1エピソード                 |
| 2005        | HUFF〜ドクターは中年症候群 Huff | マリサ・ウェルズ   | 2エピソード                 |
| 2007 - 2015 | マッドメン Mad Men              | ベティ・ドレイパー | メインキャスト 92エピソード |
| 2008        | ロー&オーダー Law & Order       | キム・ブロディ     | 1エピソード                 |
| 2020        | 栄光へのスピン Spinning Out     | キャロル・ベイカー | メインキャスト              |